# Romulustemplet

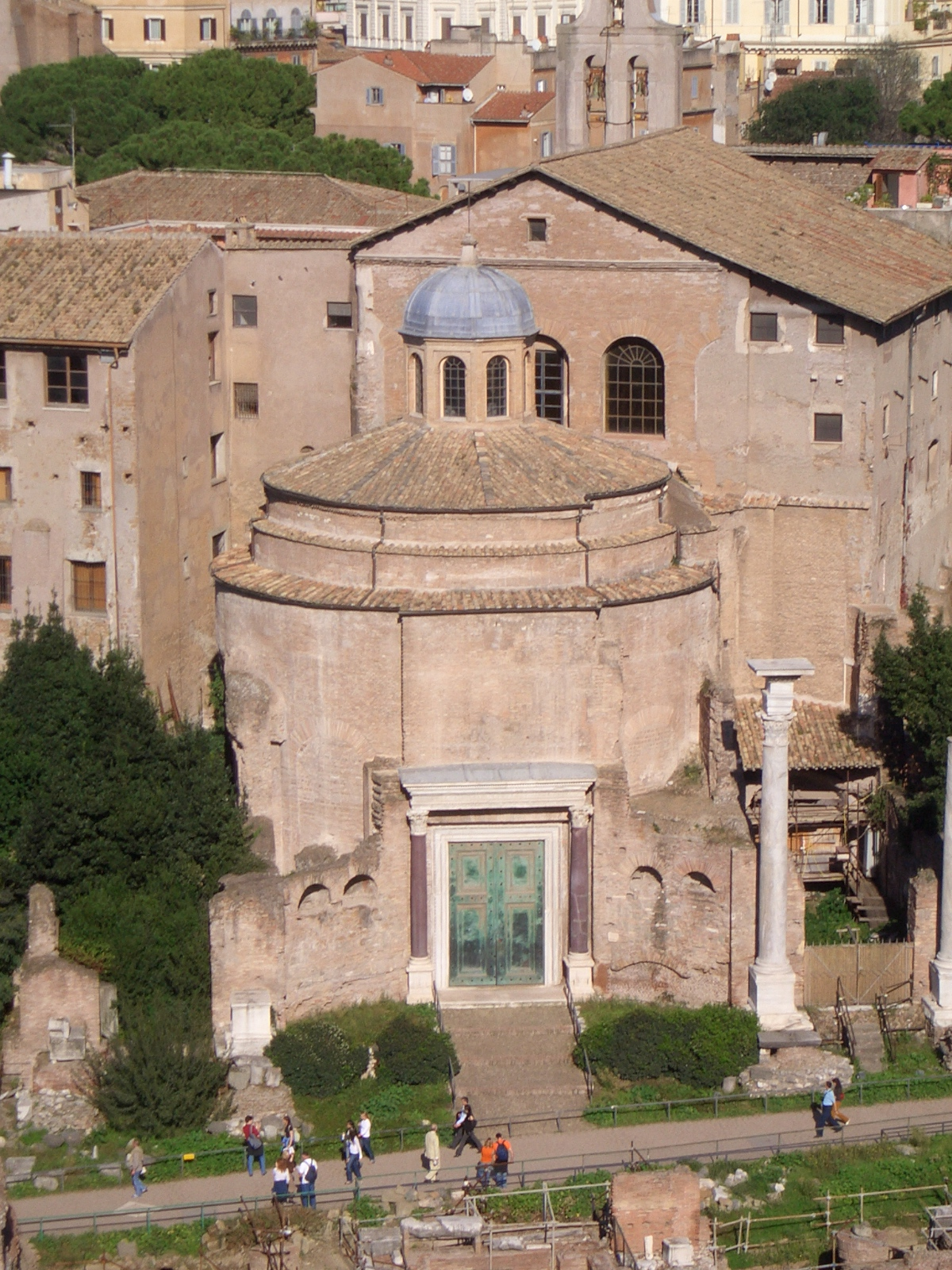
Romulustemplet.

Romulustemplet är ett antikt tempel på Forum Romanum i Rom invigt åt kejsar Maxentius gudaförklarade son Romulus (död 309).
Templet består av en kupoltäckt rundbyggnad, flankerad av två symmetriskt placerade salar som förenades med mittpartiet genom svängda murar med skulpturnischer. 